# Fritz Sternberg
Friedrich "Fritz" Sternberg (Breslau, 11 de juny de 1895 - Múnic, 18 d'octubre de 1963) va ser un economista marxista alemany.

## Biografia
Fritz Sternberg va ser el cinquè fill d'una família jueva de classe mitjana. Va descobrir les idees socialistes als tretze anys i escrigué articles al diari socialdemòcrata local Die Volkswacht. Es va incorporar al moviment juvenil sionista amb Martin Buber. Després de l'abitur el 1913, va estudiar conomia primer a Breslau i després a Berlín i participà en organitzacions socialistes sionistes. Sternberg considerà la Primera Guerra Mundial com una guerra imperialista i desaprovà el suport als crèdits de guerra del grup parlamentari del SPD. El maig de 1916, Sternberg va fer el seu servei militar i va entrar en contacte amb el Bund. L'agost de 1917 va obtenir un permís d'un any per acabar la seva tesi. Va ser membre fins a 1922 de Poale Zion. Participà en la revolució alemanya a Breslau i va ser membre d'un consell de treballadors i soldats.
Després d'una llarga estada a Viena l'estiu de 1919 (on va començar a estudiar psicoanàlisi), es va matricular el semestre d'hivern de 1919-1920 a la Universitat de Frankfurt, al seminari de Frank Oppenheimer que ensenyava i investigava sobretot la cooperativa i la utilitat marginal. El fracàs dels seus estudis i el seu conflicte amb Oppenheimer van portar Sternberg a abandonar la seva carrera acadèmica. Es va dedicar des del 1923 a l'anàlisi de l'imperialisme. Al mateix temps, assistí al 13è congrés sionista. Sternberg tornà a Breslau per raons financeres, on formà part d'un grup de discussió marxista.
Tengué més connexions amb el món intel·lectual marxista, amb gent com Bertolt Brecht, Lion Feuchtwanger o George Grosz. El 1927, Sternberg participà al congrés antiimperialista de Brussel·les, i va ser convidat dues vegades, el 1929 i el 1930, a la Unió Soviètica, on discutí amb Eugène Varga, Karl Radek i Nikolai Bukharin. Les seves impressions reforçaren la seva crítica a l'estalinisme. Des de 1930 fins a la seva prohibició el març de 1933, va escriure articles a Die Weltbühne sota els pseudònims de Thomas Tarn i K. L. Gerstorff. Col·laborà amb Hans Mayer. Peter Huchel visqué durant un temps a l'apartament de Sternberg.
El 7 de novembre de 1931, Sternberg es va incorporar al SAPD que s'acabava de crear, malgrat la fatiga a causa de la seva diabetis. Sternberg aparegué com a orador als mítings del SAPD, va ser candidat a les eleccions estatals prussianes de 1932, anant en primer lloc a la llista de la circumscripció de Berlín. Amb Klaus Zweiling, va redactar un projecte de programa àmpliament acceptat a la primera conferència del SAPD. Formà part de l'ala, amb Zweiling, Paul Frölich i Jacob Walcher que volia desenvolupar un partit marxista revolucionari contra el nazisme cada cop més poderós mentre que Max Seydewitz i Kurt Rosenfeld eren pacifistes.
Quan el nazisme va arribar al poder, Sternberg, com a jueu i marxista, es va haver d'amagar després de l'incendi del Reichstag i va fugir el 12 de març de 1933, disfressat de turista d'esports d'hivern a les Krkonoše o Muntanyes Gegants. Va anar a Txecoslovàquia i després a Basilea. Donà suport a les activitats del SAPD, un partit que ara s'havia convertit en il·legal, al sud d'Alemanya. A finals d'agost o a principis de setembre de 1933, va conèixer a Lev Trotski a Royan, i el principal tema de discussió va ser l'anàlisi de l'imperialisme, però també la construcció d'un quart revolucionari internacional. A la primavera de 1936, Sternberg va ser expulsat de Suïssa i es va traslladar a París, on estava situada la direcció exiliada del SAPD. Va ser present esporàdicament al cercle de Lutetia.
El maig de 1939, Sternberg va arribar als Estats Units amb una visa turística que es va ampliar cada sis mesos després de l'esclat de la Segona Guerra Mundial i després va obtenir la visa d'immigrant el 1943 i la ciutadania nord-americana el 1948. Va escriure entre d'altres a The Nation i a The New Republic. D'altra banda, realitzà investigacions sobre l'economia de guerra alemanya finançada per la Fundació Rockefeller i la Institució Brookings. El 1944 fou un dels signants del programa, iniciat pel teòleg socialista Paul Tillich, del Consell per a una Alemanya Democràtica, i mantenia contactes estrets amb destacats líders sindicals d'esquerres com Victor Reuther i David Dubinsky. Per guanyar-se la vida, impartí conferències i seminaris a diverses universitats.
El 1950, Sternberg va tornar a Europa com a representant dels Estats Units al Congrés Internacional Socialista el 20 d'agost de 1951 a Frankfurt, fent un viatge de tres setmanes a Iugoslàvia, on va discutir amb Edvard Kardelj. El 1954 es va instal·lar a Europa durant molt de temps i es va implicar amb els membres que van venir a veure'l des dels sindicats, grups de treball de l'ala esquerra SPD i de l'SPÖ.

## Obres
- Die Juden als Träger einer neuen Wirtschaft in Palästina. Eine Studie. Vienna 1921.
- Der Imperialismus. Berlin 1926.
- Der Imperialismus und seine Kritiker. Berlin 1929.
- Eine Umwälzung der Wissenschaft? Kritik des Buches von Henryk Großmann: Das Akkumulations- und Zusammenbruchgesetz des kapitalistischen Systems. Zugleich eine positive Analyse des Imperialismus. Berlin 1930
- Der Niedergang des deutschen Kapitalismus. Berlin 1932.
- Der Faschismus an der Macht. Amsterdam 1935.
- Germany and a Lightning War. London 1938.
- From Nazi Sources. Why Hitler can't win. New York/Toronto 1939.
- Die deutsche Kriegsstärke. Wie lange kann Hitler Krieg führen. Paris 1939.
- The coming Crisis. New York/Toronto 1947.
- How to stop the Russians without war. New York/Toronto 1948.
- Living with the Crisis. The Battle against Depression and War. New York 1949.
- Capitalism and Socialism on Trial. New York 1951.
- The End of a Revolution. Soviet Russia - From Revolution to Reaction. New York 1953.
- Marx und die Gegenwart. Entwicklungstendenzen in der zweiten Hälfte des zwanzigsten Jahrhunderts. Cologne 1955.
- Die militärische und die industrielle Revolution. Berlin/Frankfurt am Main 1959.
- Wer beherrscht die zweite Hälfte des 20. Jahrhunderts? Cologne/Berlin 1961.
- Der Dichter und die Ratio. Erinnerungen an Bertolt Brecht. Göttingen 1963.
- Anmerkungen zu Marx - heute. Frankfurt am Main 1965.